# Hugh O’Neill Hencken
Hugh O’Neill Hencken (* 8. Januar 1902 in New York City; † 31. August 1981 auf Cape Cod, Massachusetts) war ein US-amerikanischer Prähistoriker. Sein Forschungsschwerpunkt lag auf der europäischen Eisenzeit.

## Leben

### Studium und akademische Karriere
Hencken wurde 1902 als Sohn von Albert Charles und Mary Creighton O’Neill Hencken in New York City geboren. Er verbrachte seine Jugend in Pennsylvania. Ab 1920 studierte er an der Princeton University, wo er 1924 einen Bachelor of Arts erhielt. Danach setzte er sein Studium an der University of Cambridge im Vereinigten Königreich fort, wo er später auch promovierte. 1932 wurde er Kurator für europäische Archäologie am Peabody Museum of Archaeology and Ethnology der Harvard University. Diese Position bekleidete er bis 1972. Daneben war er sowohl Direktor als auch Vorsitzender an der American School of Prehistoric Research des Peabody Museum. 1943 wurde Hencken in die American Academy of Arts and Sciences gewählt. Seit 1972 war er korrespondierendes Mitglied der British Academy. Von 1952 bis 1955 war er Präsident des Archaeological Institute of America.
Auch nach seinem Ruhestand blieb er dem Peabody Museum verbunden. So wurde er honorary curator am Museum, war in der Forschung tätig und hielt gelegentlich Vorlesungen an der Harvard University.
Mitte der 1930er Jahre lernte er bei der Ausgrabung einer eisenzeitlichen Wallburg auf Bredon Hill, Worcestershire Thalassa Cruso kennen. 1935 heiratete die beiden und Cruso folgte ihrem Ehemann in die Vereinigten Staaten, wo sie sich in Boston niederließen. Aus dieser Ehe gingen drei Töchter hervor. Hencken war zuvor bereits einmal verheiratet gewesen. Seine erste Ehe wurde jedoch geschieden.
Hencken starb am 31. August 1981 in einem Altersheim auf Cape Cod, Massachusetts.

### Archäologische Forschungstätigkeit
Zu Beginn seiner archäologischen Karriere beteiligte sich Hencken an verschiedenen Ausgrabungen in England und Irland. Im Zuge dessen prägte er 1932 den Ausdruck Entrance Grave. In den späten 1940er Jahren leitete er Ausgrabungen in Algerien und Marokko.
Ab 1950 konzentrierte er sich auf die Analyse und Herstellung von prähistorischen Materialien, die er in Museen in ganz Europa fand. Zuletzt hatte er 15 Jahre zu der Duchess of Mecklenburg Collection geforscht, einer von Marie von Mecklenburg-Schwerin zusammengetragenen Sammlung von Artefakten, die vor dem Ersten Weltkrieg bei Ausgrabungen in Deutschland und Zentraleuropa gefunden wurden.
Im Laufe seiner akademischen Karriere schrieb er ein Dutzend Bücher, allein drei davon zu der Duchess of Mecklenburg Collection.